# Sylvain Distin
Sylvain Distin (nacido el 16 de diciembre de 1977 en Bagnolet, Francia) es un exfutbolista francés que jugaba para AFC Bournemouth. Normalmente jugaba de defensa central.

## Carrera
Empezó en el Joué-lès-Tours, donde jugó una temporada, para al año siguiente pasar al Tours, aguantó allí una temporada para pasar al Guegnon, tras dos años, fichó por el Paris St-Germain, en la campaña 2001-2002 fue cedido al Newcastle United, al año siguiente, fue adquirido por el Manchester City, donde pasó 5 años antes de fichar por el Portsmouth FC en verano de 2007. Tras pasar dos años y ganar la FA Cup, fichó por el Everton como sustituto de Joleon Lescott.
- Datos: Q316695
- Multimedia: Sylvain Distin / Q316695